# Khaled Abdullah Hassan
Khaled Abdullah Hassan är en friidrottare från Bahrain. Han deltog vid olympiska sommarspelen 1992.